# Иманбаева, Шолпан
Шолпан Иманбаева (1904, Кургальджинская волость, Акмолинский уезд, Акмолинская область — 18 сентября 1926, Акмолинск) — казахская советская поэтесса.

## Биография
Училась на курсах ликбеза в городе Акмолинск. После их окончания в 1923 году работала воспитательницей городской детской коммуны.
Часто выступала со своими стихами перед слушательницами женских курсов. Первое стихотворение «Пассажир и рабочий» («Жолаушы мен жұмыскер») было опубликовано в 1923 году в газете «Енбекши казах». Она стала первой женщиной-казашкой, чьи произведения начали публиковаться в казахской периодической печати. В 1924 году Шолпан Иманбаева написала естирту на смерть В. И. Ленина. Также положительно обрисовала образ Ленина в стихотворении «Сегодняшний день» («Бүгінгі күн», 1926). В стихах «Казахской женщине» («Қазақ әйеліне»), «Устами порабощённых женщин» («Жалпы әйелдер аузынан») Иманбаева отразила стремление женщин Востока к равенству и свободе. Высмеивала корыстолюбие баев и волостных управителей в стихотворении «Соловей и ворона» (1925). Отразила события и социальные преобразования в казахских аулах 1920-х годов в стихах «Молодой энтузиаст», «День Октября», «Первая премия», «Наше достижение» и в других.
Впервые сборник её стихотворений «Избранные стихи Шолпан» (составители С. Есова и Н. Кулжанова) вышел уже после смерти поэтессы, в 1927 году в Кзыл-Орде.
По словам С. Сейфуллина (газета «Енбекши казах», 13 октября 1926 года):
Шолпан была первой поэтессой из девушек-казашек. Поэтессой класса бедняков. Шолпан была тюльпаном, расцветшим в степи…

## Память
Первой казахской поэтессе посвящена поэма «Шолпан» народного писателя Казахской ССР Дихана Абилева.
Именем Ш. Иманбаевой названа улица в Алматы и Астане.